# Adam Sandler: Funny Guy
Adam Sandler: Funny Guy es una película de comedia y biografía de 2020, dirigida por Danielle Winter, que también estuvo a cargo del guion, en la producción estuvieron Brian Aabech y Dana Webber, los protagonistas son Sharon Feingold y Adam Sandler. El filme fue realizado por EntertainMe y Legacy Distribution, se estrenó el 1 de julio de 2020.

## Sinopsis
Cuenta la historia interior de Adam Sandler, actor, humorista, guionista, productor, cónyuge y padre.